# Limenitis neolymira
Limenitis neolymira är en fjärilsart som beskrevs av Hans Fruhstorfer 1913. Limenitis neolymira ingår i släktet Limenitis och familjen praktfjärilar. Inga underarter finns listade i Catalogue of Life.